# 亚历山大·阿基莫夫
亚历山大·费奥多罗维奇·阿基莫夫（俄語：Александр Фёдорович Акимов，1953年5月6日—1986年5月11日）是一名苏联工程师。在1986年4月26日切尔诺贝利核事故时任切尔诺贝利核电站第九组值班主任，负责管理4号反应堆工作班。
当时发现了4号反应堆出现不稳定的现象。作为值班主任，他分析是因为白天积累的副产品氙135使得反应堆中毒，因此功率极低不能正常运转。因为试验不安全，他反对继续进行核反应试验并建议停机等待24小时，但被他的上司代理总工程师阿纳托利·佳特洛夫拒绝，后者还威胁要解除工作。阿基莫夫便继续进行试验。由于总工程师坚持要求提升发电功率，原测试计划书被无视，一系列平衡减缓发电功率的条件被强行移除。
涡轮机按照计划测试，此时反应堆功率急剧升高。阿基莫夫按下AZ-5（第五级紧急情况）来紧急关闭失控的反应堆。硼制控制棒插入了2-2.5米，进入反应堆（反应堆下降到七米的深度），但由于硼棒的底端由石墨制成，导致了功率的瞬时骤增。随即反应堆发生爆炸，通信网络突然充斥着调用及信息。阿基莫夫得知大规模反应堆被毁的报告，但无法相信，因此在几个小时内传达了反应堆状态的错误信息。当他得知整个事故后，立刻与全体组员一起来到反应堆厂房进行挽救，试图用水泵将水倒入爆炸的反应堆，在没有穿防化服的情况下一直工作到次日清晨。
两周以后，阿基莫夫因为急性辐射综合症而逝世。在调查中，他和他的同事受到责备，但后来责备转向了这次试验的主管。阿基莫夫也被追授三级勇敢勋章。